# 네레트바 전투

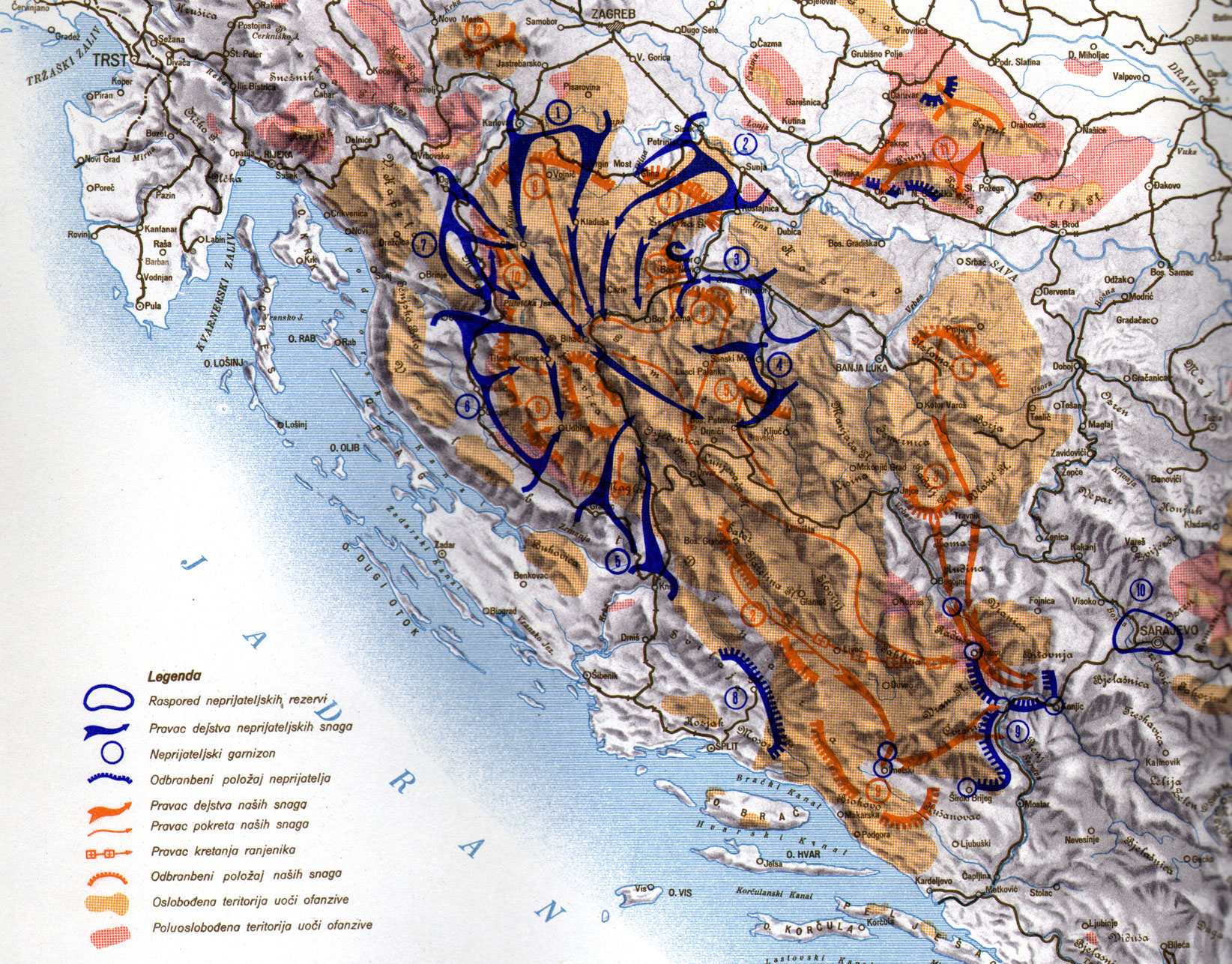

네레트바 전투(Battle of the Neretva)는 제2차 세계 대전 기간 중 점령된 민주연방 유고슬라비아를 통해 유고슬라비아 파르티잔에 대항하기 위한 시작된 추축국 전략이다. 유고슬라비아 전선의 가장 중요한 대치들 가운데 하나였다. 공격은 1943년 초, 1월 20일부터 3월 중기-말기 사이에 발생했다.

## 같이 보기
- 제2차 세계 대전의 저항운동

## 참고 문헌
- Milazzo, Matteo J. (1975). 《The Chetnik Movement & the Yugoslav Resistance》. Baltimore: Johns Hopkins University Press. ISBN 978-0-8018-1589-8.
- Roberts, Walter R. (1973). 《Tito, Mihailović and the allies: 1941–1945》. New Brunswick, NJ: Duke University Press. ISBN 978-0-8135-0740-8.